# IC 1135
IC 1135 — галактика типу S? (спіральна галактика) у сузір'ї Змія.
Цей об'єкт міститься в оригінальній редакції індексного каталогу.